# مكلارين أرتورا
مكلارين أرتورا هي سيارة هجينة من تصميم وتصنيع شركة مكلارين البريطانية من المقرر البدء في إنتاجها في 2021.
اسم ارتورا جاء من دمج كلمة art فن و future مستقبل.